# Великие Дольцы
Вели́кие До́льцы (Большие Дольцы; бел. Вялі́кія До́льцы) — агрогородок в Ушачском районе Витебской области Беларуси. Административный центр Великодолецкого сельсовета.

## Географическое положение
Великие Дольцы находятся приблизительно в 107 км к западу от Витебска и в 14 км к юго-западу от городского посёлка Ушачи.

## Население
- 1996 год — 548 жителей, 232 двора[4].
- 2009 год — 426 жителей.

## Инфраструктура
В населённом пункте функционируют средняя школа, клуб, библиотека, больница, амбулатория, аптека, комбинат бытового обслуживания, отделение связи.

## Достопримечательности
- Братская могила советских воинов и партизан[4].